# ملعب باروتاك نويفو بلازا
ملعب باروتاك نويفو بلازا هو ملعب لكرة القدم يقع في باروتاك نويفو، إيلويلو. يقع الملعب في ساحة البلدة. كان الملعب من بين ملعبين في تصفيات كأس التحدي الآسيوي 2008 التي أقيمت في الفلبين جنبًا إلى جنب مع مجمع إيلويلو الرياضي.